# G.I. Joe (fumetto)

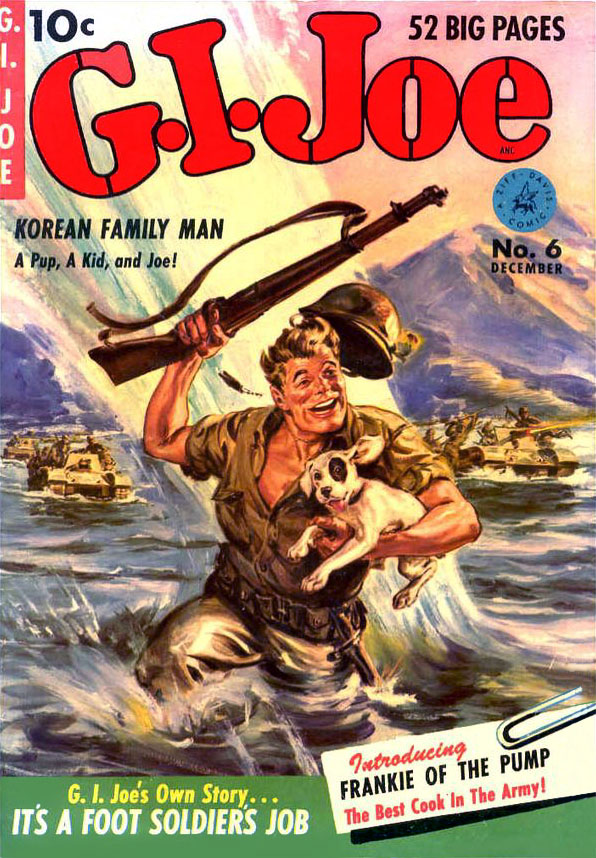
GI Joe 6, dicembre 1952.

Ai personaggi della serie di action figure G.I. Joe della Hasbro sono stati dedicati diverse serie a fumetti e a cartoni animati pubblicate e trasmesse dagli anni ottanta ai novanta dalla Marvel Comics e dalla sua sussidiaria televisiva Marvel-Sunbow, poi dalla Devil's Due dal 2001 e dalla I.D.W. Publishing. Le storie a fumetti hanno mantenuto nel tempo una continuity coerente e la saga ha molte caratteristiche dell'immaginario collettivo statunitense: l'estremo patriottismo, la tendenza al manicheismo e all'assolutismo morale, la diffidenza nei confronti delle Nazioni Unite, l'uso della violenza come unico mezzo di soluzione dei problemi, anche se, in un caso di vera e propria sospensione dell'incredulità, non uno dei G.I. Joe o dei loro nemici viene mai ucciso in tutta la serie animata; diverse morti invece si registravano nei fumetti, infatti quando la Hasbro decideva di cessare la produzione di un determinato personaggio, a volte il soggettista Larry Hama aveva la possibilità di eliminarlo nella saga fumettistica, aggiungendo così elementi di realismo e drammaticità che mancavano in altre 'incarnazioni' della franchise (come ad esempio la versione a cartoni animati, molto più 'bowdlerizzata' e rivolta a un pubblico più infantile).

## Trama
Durante la guerra del Vietnam, il governo degli Stati Uniti d'America autorizza un plotone di soldati specializzati, sotto il comando del tenente Joseph B. Colton, che prende il nome in codice G.I. Joe. Nel 1982, il Dipartimento della Difesa decide di raccogliere un gruppo di soldati scelti per costituire una forza d'intervento antiterrorismo, lo "Special Counterterrorist Group Delta codename G.I. Joe", sempre dal nome in codice di Colton che intanto ha fatto carriera. La base segreta, il "PIT", si trova sottoterra in una base militare, Fort Wadsworth. I Cobra invece inizialmente hanno come base segreta una cittadina nel Vermont.
I G.I.Joe sono un gruppo eterogeneo di soldati specialisti impiegati in missioni segrete in giro per il mondo con mezzi avveniristici sia terrestri sia navali che spaziali. La squadra si occupa di qualsiasi minaccia alla sicurezza nazionale e mondiale, ma presto emerge un'organizzazione terroristica, i Cobra, alleata anche col crimine organizzato con a capo il Comandante Cobra che si finanziano tramite affari legali o presunti tali e arrivano a impossessarsi di un'isola. la forza dell'organizzazione sta nel numero dei suoi adepti e nella loro specializzazione come lo spionaggio e il sabotaggio.
Al vertice dell'organizzazione vi è l'Imperatore Serpentor, esperimento "riuscito" di Mindbender e Destro, ucciso già 2 volte dalla fazione di Cobra Commander in faide interne, le due "Guerre Civili COBRA", (ma ci sono ancora tanti suoi cloni nel mondo, come il generale Rey, ora membro dei G.I. Joe), poi c'è il Comandante Cobra, megalomane, genio del male alla blofeld, stereotipo di villain che andavano di moda alla Marvel a quei tempi; al livello inferiore v 'è lo stato maggiore, la terrorista ed attivista europea Baronessa, il mercante d'armi scozzese Destro (o Destro 24º), i gemelli  corsi Tomax e Xamot, presidenti delle Extensive Enterprises, il mercenario poeta Maggiore Sebastian Bludd, lo scienziato Dr. Venom (poi ucciso e sostituito dal più duraturo Dr. Mindbender, in seguito morto anch'egli), Firefly, Cesspool, Copperhead, Wild Weasel, Scrap Iron, Interrogator, Crystal Ball e molti altri che ruotano nei decenni; vi sono poi specialisti mercenari interpellati per operazioni impossibili per un Cobra soldato semplice. Per 12 anni, G.I. Joe e Cobra guerreggiano, fino al 1994: i Cobra sono quasi completamente sconfitti ed i G.I. Joe vengono richiamati negli Stati Uniti e molti agenti tornano alla vita civile.
Nel 2001 il Comandante Cobra riappare in Florida e il gruppo "Ex G.I. Joe" oggi denominato Delta viene riattivato; in più si inseriscono due nuove fazioni, gli Jugglers, alti ufficiali delle forze armate, e le Ombre Rosse, ex soldati e agenti segreti con molti infiltrati e relazioni nei governi occidentali; tutti hanno maturato una sfiducia totale nei governi.
La serie si chiude dopo 42 numeri con una nuova chiusura e soppressione della squadra, per poi cominciare una nuova serie regolare, G.I. Joe America's Elite, attualmente in corso di pubblicazione solo negli Stati Uniti; il nuovo filone narrativo vede una  scelta ridottissima di agenti sul campo, occasionalmente affiancata da specialisti riservisti in caso di bisogno o non disponibilità della formazione titolare. Al numero 34 del fumetto America's Elite, il roster squadra base, è sostanzialmente aumentato di numero.

## Storia editoriale

### Periodo Marvel
Per bissare il successo ottenuto con  i Transformers, per promuovere la vendita delle action figure, la Hasbro commissiona una serie a fumetti alla Marvel Comics e una serie di cartoni animati in Giappone con sceneggiature della Marvel. La realizzazione dei fumetti viene affidata allo sceneggiatore Larry Hama e  la serie esordisce nel 1982 e chiude nel 1994 dopo 155 numeri più una serie di albi speciali oltre al crossover G.I. Joe vs Transformers, miniserie di 4 numeri; pur non essendo apertamente violenta, il taglio è leggermente più adulto nei testi e alcuni episodi si distinguono per la rappresentazione dura e crudele della guerra. Nel 2010 la serie riprende scritta sempre da Hama ma pubblicata dalla IDW che ne continua la pubblicazione.

### Periodo Devil's Due
La Image Comics aveva acquisito tre marchi di giocattoli: Masters of the Universe, G.I. Joe e Transformers; la Devil's Due, filiazione della Image, realizza una serie incentrata sul complesso rapporto che lega forze armate, politica, multinazionali e media; tra le vittime anche membri illustri presenti fin quasi dalle origini fino al drammatico finale della serie. La serie regolare dura 42 numeri per poi venire sostituita dopo un mese da G.I. Joe: America's Elite edita per quattro anni oltre a miniserie edita nella collana G.I. Joe: Frontline oltre alle mini Declassified, dedicate alle origini dell'unità dei G.I. Joe.
Fra il 1994 e il 2001 escono due volumi, Maestro e Apprendista. Poi la Devil's Due pubblica G.I. Joe Reloaded, una versione sul modello del filone Ultimate Marvel del 2000. Intanto la Devil's Due viene riassorbita nella Image e realizza un crossover con i Transformers, Joe vs Transformers il cui successo porta a pubblicare G.I. Joe vs Transformers v2; in seguito usciranno G.I. Joe vs Transformers v3: l'Arte della Guerra (5 numeri) e G.I. Joe vs Transformers v4: Orizzonte Oscuro (2 soli numeri).
Altre pubblicazioni sono: G.I. Joe - Battle Files (3 numeri) e G.I. Joe America's Elite - Data Desk Handbook (numero unico): sorta di enciclopedie sui personaggi, le armi e i veicoli, sia Joe che Cobra, e G.I. Joe America's Elite - Caccia al Comandante Cobra: un episodio incentrato su Spirit ed i retroscena dell'anno di buio della squadra. C'è poi la collana G.I. Joe America's Elite Special Missions, in cui l'unità ristretta è sostituita o affiancata da riservisti reclutati per l'occasione; fino al 2008 sono usciti 5 numeri ambientati a Manhattan, Tokyo, Antartide, Brasile e un'altra intitolata The Enemy, ognuno seguito da una storia breve su altri personaggi di G.I. Joe e Cobra. Segue America's Elite per oltre 30 numeri fino a quando la Devil's Due perderà anche i diritti per la pubblicazione dei fumetti.

### Periodo IDW
Successivamente i diritti passarono alla I.D.W. Publishing che creò molte nuove collane a fumetti dedicate ai G.I. Joe. In questa nuova versione sono una organizzazione segreta con anni di esperienza con sede nella Fossa, un vecchio bunker; a capo c'è Hawk che non si sa bene a chi risponda delle sue azioni: sicuramente al Presidente, forse ad altri. A questa compagine si uniranno Destro (che al posto della maschera finirà per indossare un'armatura completa per motivi di sopravvivenza) e Mindbender (a cui viene messo il nome Armand Singh; il suo campo di ricerca è la costruzione di una macchina del tempo); Chuckles, un Joe sotto copertura da anni che non ha mai più fatto rapporto, finisce per arrivare al Comandante Cobra e lo uccide; questo porta ad uno squilibrio dei poteri all'interno di Cobra.
I Cobra è una organizzazione segreta fiancheggiata da uomini potenti al fine di arricchirsi ulteriormente; tra i loro membri chiave vi sono il Comandante, che viene eletto\scelto da un consiglio; vari ufficiali, come la Baronessa, i gemelli Paoli, Serpentor (qui un semplice santone\predicatore che irretisce nuovi membri per il culto di Golobulos), Sebastian Bludd (mercenario, addestratore, killer e quant'altro), il dottor Rodrigo Vargas (un genio psicotico della biologia e della genetica, creatore di virus e veleni), Crystal Ball ed altri.
Contemporaneamente alla serie regolare, la IDW pubblica anche la maxi-serie G.I. Joe: Origins e G.I. Joe: Hearts & Minds. In più viene mostrata la versione Cobra dei fatti in due miniserie, Cobra e Cobra II, di 4 e 10 numeri rispettivamente più uno speciale per una.

#### Cobra Civil War
La morte del Comandante Cobra mette il consiglio di fronte alla necessità di scegliere il suo successore; viste le circostanze fuori dall'ordinario della dipartita, la selezione avverrà tramite una gara; alcuni membri chiave dovranno sfidarsi a chi uccide più uomini di G.I Joe!! Alla contesa partecipano il rajah Khallikhan, lo yakuza Oda Satori (che tra l'altro è il datore di lavoro di Storm Shadow!), il dottor Rodrigo Vargas, il maggiore Bludd e Krake, un killer di Cobra il cui volto è sconosciuto a tutti, un autentico ammazzasette! Le copertine pubblicate dalla IDW nei primi numeri dedicati alla saga mostrano in realtà 9 personaggi, ma 4 di costoro non sono candidati papabili per il consiglio, per quanto le loro ambizioni li spingerebbero volentieri a mettersi in lizza.
Alla fine, il vincitore sarà Krake, che otterrà il titolo di nuovo Comandante Cobra; con la sua gestione le cose cambieranno parecchio; il suo predecessore era un amministratore, lui è uno stratega, e deciderà di portare Cobra allo scoperto. Intanto i Joe sono stati duramente respinti, e perfino esposti al pubblico per merito di Cobra, al fine di toglier loro l'anonimato e le risorse necessarie.
Per seguire la storia da più punti di vista, la serie G.I. Joe ricomincia come un G.I. Joe v2, e viene affiancata da due serie regolari: G.I. Joe: Cobra v2 e G.I. Joe: Snake Eyes; quest'ultima ha per protagonista il ninja\commando in solitario o con occasionali compagni di viaggio; alla fine della saga, Snake Eyes sarà uno di quelli che hanno vinto o quasi, avendo eliminato indirettamente due pretendenti al trono, Khallikhan e Vargas. La serie mostra flashback del passato di Snake Eyes, rivela informazioni sul clan Arashikage e dipinge un personaggio molto più calcolatore e cinico dell'originale, soprattutto nel trattamento riservato ai suoi alleati (veri o presunti che siano).

#### Cobra Command
Il Comandante Cobra ordina di attaccare un paese del sud-est asiatico, in piena vista; essendo uno stato avverso agli U.S.A. e all'Occidente in generale, oltre che produttore di enormi quantità di oppio, la reazione politica è lenta; vengono spedite truppe ONU per proteggere i civili, e i G.I. Joe si accodano. Nell'attacco Cobra utilizza anche nuove attrezzature fornite da Destro, che sta scommettendo molto prestigio e il suo stesso futuro. L'obiettivo finale è far esplodere una testata nucleare e rendere il posto inabitabile, raggiungendo 3 obiettivi: mostrare al mondo la potenza di Cobra ma fingendo intenzioni benevole, massimizzare i guadagni della produzione di stupefacenti ove Cobra ha già interessi, far fare una figuraccia ai Joe mostrandone l'incapacità. Tanto che alla fine Hawk viene costretto al ritiro, in modo da lasciare integra l'unità; i Joe passano sotto il comando di Duke (promosso colonnello) e si vedono tagliare quasi del tutto i fondi; già privi della Fossa (distrutta ai tempi di Cobra civiil War) e scoperti a Fort Baxter da civili imbecati da un hacker al servizio di Bludd, sono costretti ad operare dalla carcassa della U.S.S. Flagg, una portaerei in disarmo ancorata in una basa navale.
Snake Eyes, confrontandosi con Storm Shadow e il suo passato con gli Arashikage, riceve dal suo vecchio amico una proposta pazzesca; rientrare nel clan! Per raggiungere il comando, Krake\Comandante Cobra ha fatto uccidere ed impersonare Oda Satori dal camaleontico Zartan; la fedelà al suo oyabun viene prima della fedeltà a Cobra, per cui Storm Shadow ha assunto il comando del clan e vuole vendicarsi del mandante e dell'esecutore. Snake Eyes, di fronte alla prospettiva di poter colpire sia Cobra che Arashikage, finge la sua morte con la complicità riluttante di Helix, e si imbarca in questa pericolosa missione. Dopo questi eventi, la serie Snake Eyes cambia nome in Snake Eyes & Storm Shadow.

#### Il prosieguo
Scarlett piange a modo suo la dipartita apparente di Snake Eyes, salvo poi scoprire che è vivo; a questo punto, il ninja viene considerato alleato degli Arashikage e quindi ostile ai Joe (nonostante operi contro Cobra, solo Mainframe difende il suo operato); viene quindi deciso di muovere molte risorse sulla caccia agli Arashikage.
Flint guida una sezione ombra dei Joe per operazioni delicate; con Chamaleon (una ex Cobra che Chuckles ha fatto scappare), Ronin (l'agente che doveva riprendere Chuckles), Lady Jaye, Firewall ed altri, si occupa di guadagnare terreno e intelligence su Cobra; i suoi ultimi prigionieri sono Tomax e Bludd, rei di aver tentato un "colpo di stato" contro il Comandante; in questo scenario si inseriscono William Kessler-Latta, figlio naturale del precedente comandante Christopher Latta III (un omaggio all'attore che lo interpretava nella serie TV della Sunbow), e la Guardia d'Ottobre, controparte russa più ridotta dei Joe.
Gli Arashikage (guidati sul campo da Snake Eyes e occasionalmente da Storm Shadow) cominciano dando la caccia a Zartan, che alla fine verrà dato per morto; in realtà è precipitato da un aereo in Australia, dove i Dreadnoks lo trovano in fin di vita. Il Comandante desiderava la morte di Zartan per riappacificarsi con il clan Arashikage, ma la testardaggine di Storm Shadow determina lo scontro tra i due. Non potendo arrivare direttamente a lui, i ninja rintracciano il denaro (40 miliardi di dollari) con cui Cobra acquisterà di fatto la proprietà di uno staterello dell'Europa Orientale.
La diserzione degli Arashikage dai ranghi Cobra apre la strada ai fanatici di Serpentor, che nella sua retorica intrisa di fanatismo dichiara tutti i membri traditori, compreso Hard Master, un fuoriuscito nascostosi anni prima grazie all'aiuto di Snake Eyes; entra in gioco anche Soft Master, altro membro del clan che cova rancore verso il ninja muto (quando era ancora un apprendista, Snake Eyes lo sfigurò con l'acido), insieme al figlio di due coniugi ninja (uno morto per mano del muto, l'altra sospettosa delle sue intenzioni).
Alla fine, tutti i conti verranno regolati in un nascondiglio segreto degli Arashikage, dove tutti i contendenti si ritrovano; Storm Shadow ha ormai saputo che il suo fratello di spada mira ad annientarli dall'interno, e pur di ucciderlo arriva ad affondare la Flagg; diversi Joe perdono la vita, Storm Shadow riemerge per un pelo e Snake Eyes non si vede più. Ma nel numero successivo (il 21, viene disegnato senza dialoghi in omaggio al famoso G.I. Joe #21, Silent Issue, Storm Shadow e Hard Master si ritrovano in un vecchio rifugio degli Arashikage, dove il ninja trova abbandonata la maschera del suo nemico.
Con i numeri 21 delle tre testate si chiude un ciclo; Cobra e Snake eyes & Storm Shadow chiudono, G.I. Joe ricomincia da capo ancora una volta in una nuova direzione.

#### G.I. Joe v3
I Joe ricominciano daccapo, con un nuovo comandante in capo, il generale Joe Colton (ispiratore del nome G.I. Joe), che fa da volto pubblico al team; Duke guida sul campo una squadra composta da Roadblock, Cover Girl, Doc (la nipote del primo Doc), Shipwreck (che viene costretto per ragioni propagandistiche a vestirsi negli abiti degli anni 80, e protesta dichiarandosi di sentirsi come Braccio di Ferro!), Quick Kick e Hashtag, una giovanissima blogger civile che seguirà il conflitto per riportare la verità dei fatti ed evitare attacchi di propaganda. In questa serie ritorna Michael Monk, detto Mad Monk, e si scopre che Duke e Monk si conoscono dai tempi dell'Iraq, quando Duke era solo un E-4; sempre all'epoca, Duke era sposato con Aisha, una giovane donna di origini mediorientali, incontrata alla scuola di lingue dell'esercito; in seguito ad un attacco, Aisha cade in coma ed al risveglio ha perso quasi tutte le funzioni più alte del cervello; eppure Cover Girl (che ora ha una relazione con Duke, ma solamente sessuale) scopre che è ricoverata in un istituto molto costoso; Cover Girl lo dice a Roadblock, Roadblock lo dice a Colton, ma Colton ferma tutto per mancanza di prove, non volendo avviare una caccia alle streghe interna: tutti ignorano che Duke, poco dopo aver rovinato la carriera di Monk (motivo per cui questi ce l'ha a morte con lui) trovò una riserva di denaro nascosta da Iracheni benestanti che si destreggiavano tra i due lati del conflitto. Un'altra storia mostra come Roadblock entrò nei Joe mentre cercava notizie sul cugino disperso in azione (Heavy Duty).
La collana G.I. Joe: Cobra cambia nome in G.I. Joe: The Cobra Files ma termina dopo soli 9 numeri; proprio quando Flint ha deciso per lo smantellamento dell'unità, Tomax fa la sua mossa liberando se stesso e Bludd, Firewall e Clockspring perdono la vita, Chamaleon decide di mollare tutto e tutti, tirandosi fuori dal conflitto tra i Joe e Cobra.
Comincia anche una nuova collana, G.I. Joe: Special Missions. Scarlett guida una squadra ombra per operazioni non ufficiali, coadiuvata da Mainframe e Dial-Tone per la parte tecnica e aiutata da vari membri dei Joe che occasionalmente rinforzano l'unità: Beachhead, Spirit, Roadblock, Gung-Ho, Leatherneck ed altri. La prima difficoltà sta nella mancanza di un budget, e quindi di attrezzature per le missioni; il problema viene aggirato da Billdocker, un nuovo Joe sovrappeso proveniente dalla fureria che Hawk ha portato in squadra poco prima di lasciare il gruppo; con scambi di favori e ricatti che fanno il verso allo Sberla di A-Team, Billdocker riesce a procurarsi praticamente tutto, per quanto non sempre la merce corrisponda alle specifiche.

#### universo espanso
A questo punto, la pubblicazione della serie regolare si interrompe; tuttavia, alcni personaggi (Colton, Scarlett, Snake Eyes, Rock & Roll, Roadblock e alcuni altri riappariranno nelle miniserie Revolution e First Strike, due crossover con le altre proprietà affidate alla IDW: ROM, Micronauti, M.A.S.K. e soprattutto Transformers! Dopo che l'ex leader degli Autobot Optimus Prime dichiara la Terra un protettorato di Cybertron, viene formata una agenzia mondiale, una sorta di G.I. Joe sovranazionale in cui confluiscono anche molti Joe! Compaiono anche Flint e Marissa Fairborne (un personaggio nato nella terza stagione animata di Transformers G1, a cui era stato attribuito lo stato di figlia di Flint e Lady Jaye! Qui è indicata ufficialmente come figlia solo di Flint).

### G.I. Joe: A Real American Hero
Qualche anno dopo l'inizio di GI Joe vol. 1, l'editore decide di ricominciare la serie regolare A Real American Hero dove la Marvel l'aveva interrotta, al numero 155; la serie pubblicata dalla Devil's Due viene disconosciuta, e la pubblicazione riprende dal numero 155.5 fino al numero 300; IDW chiama ai testi Larry Hama, il primo e più noto autore delle storie dei Joe.
Hama ripesca molto personaggi classici, aggiungendone alcuni apparsi nei primi anni 2000 (provenienti da nuove linee di giocattoli) come Bombstrike e Sean Collins, il giovane figliastro di Wade Collins (l'ex commilitone di Stalker, Snake Eyes e Storm Shadow); già apparso col nome in codice Kamakura e l'identità di nuovo allievo del clan Arashikage, qui viene prima nominato Throwdown e poi prende l'identità di Snake Eyes quando quest'ultimo muore. Compare una nuova fazione, i Blue Ninja, cyborg nati come fusione di robotica e ninja discendenti da prigionieri russi addestrati da un altro zio di Storm Shadow, sparito durante la Seconda Guerra Mondiale e finito in un gulag; in seguito diverranno robot completi, dotati di una coscienza centralizzata (l'esemplare Alpha-001) e desiderosi di conquistare gli esseri di carne. Intanto a Springfield, una ragazza di nome Dawn Moreno cerca di farsi strada tra le file di Cobra; affidata al dottor Mindbender, finirà sotto l'influsso del brainwave scanner e acquisirà i vecchi ricordi che la macchina registrò molti anni prima dal cervello di Snake Eyes; e con questi, anche le sue abilità! Verrà poi affidata agli Arashikage e all'esercito per farne un soldato-ninja! Mindbender costruisce un macchinario per creare cloni partendo da un corpo standard in cui impiantare di volta in volta caratteristiche specifiche: il suo scopo è creare un nuovo Serpentor, ma finirà per ottenere un clone di Genghis Khan (il conquistatore mongolo era uno dei defunti condottieri scelti per usarne il DNA nella creazione di Serpentor); tuttavia, tentando di usare un clone "vuoto" per ottenere uno Snake Eyes fedele a Cobra, Mindbender sottovaluta ancora una volta la testardaggine del ninja, i cui ricordi sopravvivono ancora nei macchinari del laboratorio; Snake riuscirà a tornare in vita a sorpresa.
La serie si interrompe con un cliffhanger; vista la possibile sconfitta, Serpentor Khan attiva una bomba che muta le persone in zombie cannibali, incurante di tutti gli innocenti e delle sue stesse truppe. I Joe dovranno destreggiarsi tra truppe Cobra, i Blue Ninja costruiti dalla Revanche e Serpentor Khan per salvarsi.

### periodo SkyBound
qualche mese dopo la scadenza dei diritti, la licenza G.I. Joe viene ceduta alla casa editrice SkyBound assieme a quella dei Transformers; il nuovo editore decide di costruire un nuovo universo partendo da zero, integrando strettamente le due formazioni di personaggi. Tuttavia sceglie di continuare anche la serie A Real American Hero, iniziando dal numero 301 e confermando Larry Hama alla sceneggiatura.